# Freie Liste

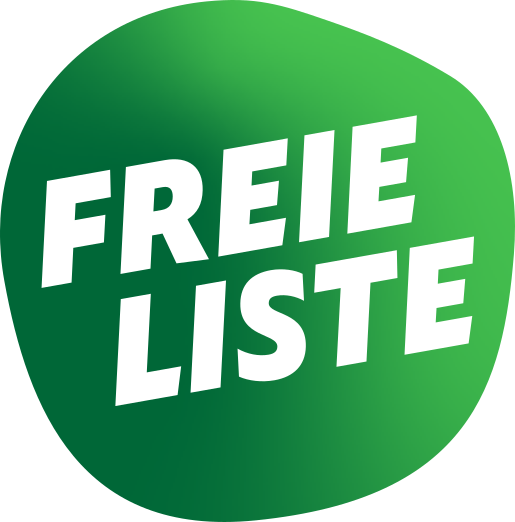
Logo

De Freie Liste (Nederlands:Vrije Lijst) is een politieke partij in Liechtenstein. Ze werd gesticht in 1985 als een sociaal, democratische en ecologische partij. In het partijprogramma vindt men onder meer thema's als solidariteit en sociale gerechtigheid.
Bij de verkiezingen in 2017 haalde de partij 12,6% van de stemmen en veroverde daarmee 3 van de 25 zetels in de Landtag.